# Opel Regent
Pour les articles homonymes, voir Regent.
L'Opel Regent 24/110 PS est une automobile luxueuse présentée par Adam Opel KG (AG à partir de décembre 1928) au 21e Salon de l'automobile de Berlin du 8 au 18 novembre 1928. Dans certaines brochures et publicités, le véhicule était également appelé 23/110 PS.

## Historique
La Regent a été présentée par le Geheimer Rat Wilhelm von Opel au Salon automobile de Berlin en 1928 et, comme c'était courant à l'époque, elle n'était initialement disponible que sous forme de châssis au prix de 14 000 Reichsmark. Cela rendait la Regent nettement moins chère que la concurrence, par exemple la Cadillac Série 341 ou la Horch 8 Type 500. En tant que nouveau fleuron de la gamme des modèles Opel, la Regent se positionne au-dessus des grands modèles à moteurs six cylindres, les 12/50 PS et 15/60 PS.
Plus tard, Opel a également proposé des carrosseries fabriquées d'usine, à savoir une voiture de tourisme ouverte à sept places pour 18 500 Reichsmark, un roadster pour 19 000 Reichsmark et une limousine Pullman pour 20 000 Reichsmark. Cela correspondait à peu près à la valeur de dix petites Opel 4 PS. Les prix des carrosseries spéciales atteignaient des sommets.
En 1928, Fritz von Opel remporte le premier prix d'un concours de beauté à Baden-Baden avec une Regent coupé.
En mars 1929, General Motors (GM) reprend 80 % du capital social d'Adam Opel AG. Comme GM craignait une concurrence trop forte pour les modèles haut de gamme de ses propres marques Cadillac et Buick, les 25 modèles vendus jusqu'alors ont dû être repris au prix d'achat total et mis au rebut - un "événement unique dans l'histoire de l'automobile" (Eckhart Bartels). Outre les véhicules produits, presque tous les documents de construction ont été détruits. En raison de la mise au rebut de tous les modèles Opel 24/110 PS, aucune voiture ne reste dans un musée. Seules quelques images ont survécu.

## Transmission et technologie
L'Opel Regent était équipée d'un moteur huit cylindres en ligne d'une cylindrée de 5 972 cm3 (alésage × course : 89 × 120 mm), qui développait 110 ch (81 kW) à 3 200 tr/min et 231 Nm à 2 800 tr/min. Ce moteur était le premier (et le seul) moteur huit cylindres conçu par Opel dans une automobile de série et, selon la brochure commerciale, il était basé sur un moteur de course de 1921. Il était doté d'une lubrification par circulation sous pression, de soupapes latérales «guidées par l'huile», d'un vilebrequin à neuf paliers, d'un carburateur à double tirage et d'un double allumage. La culasse était amovible. Le bloc-cylindres et les pistons étaient en fonte grise et le carter était en silumin. L'arbre à cames, l'alternateur et la pompe à eau étaient entraînés par une chaîne à rouleaux.
La puissance était transmise à l'essieu arrière par un embrayage à sec multidisque, une boîte de vitesses à trois vitesses et un arbre de transmission avec joints à disques en tissu. La vitesse maximale indiquée était de 100 km/h. Avec l'overdrive commutable de Maybach, disponible moyennant un supplément de 1 000 marks, la voiture disposait effectivement de 6 vitesses avant et de 2 vitesses arrière, augmentant la vitesse de pointe à 130 km/h.
La Regent avait un cadre bas en acier embouti pour améliorer le centre de gravité, une direction à vis sans fin et fonctionnait sur des pneus ballon basse pression de Continental avec des roues de 5 × 20 pouces à rayons en bois. Il y avait des freins à servo-tambour qui étaient actionnés hydrauliquement sur toutes les roues; le frein à main agissait sur la transmission. La suspension des roues se composait d'un essieu rigide sur ressorts semi-elliptiques et d'amortisseurs à pression d'huile à l'avant et à l'arrière ; Les points de fixation de la carrosserie et du moteur étaient montés sur caoutchouc. En raison de son poids élevé de 2,1 t (le châssis pesait à lui seul 1 550 kg), elle était également équipée de quatre vérins Heberut hydrauliques intégrés.
Avec la carrosserie standard, la Regent mesurait 5,40 m de long et 1,83 m de large. L'empattement était toujours de 3,70 m.

## Opel Regent 1,8 L
Le nom Regent a ensuite été également utilisé pour les variantes de luxe du modèle Opel 1,8 L à moteurs six cylindres introduit en 1931.